# Poślednia Przełączka

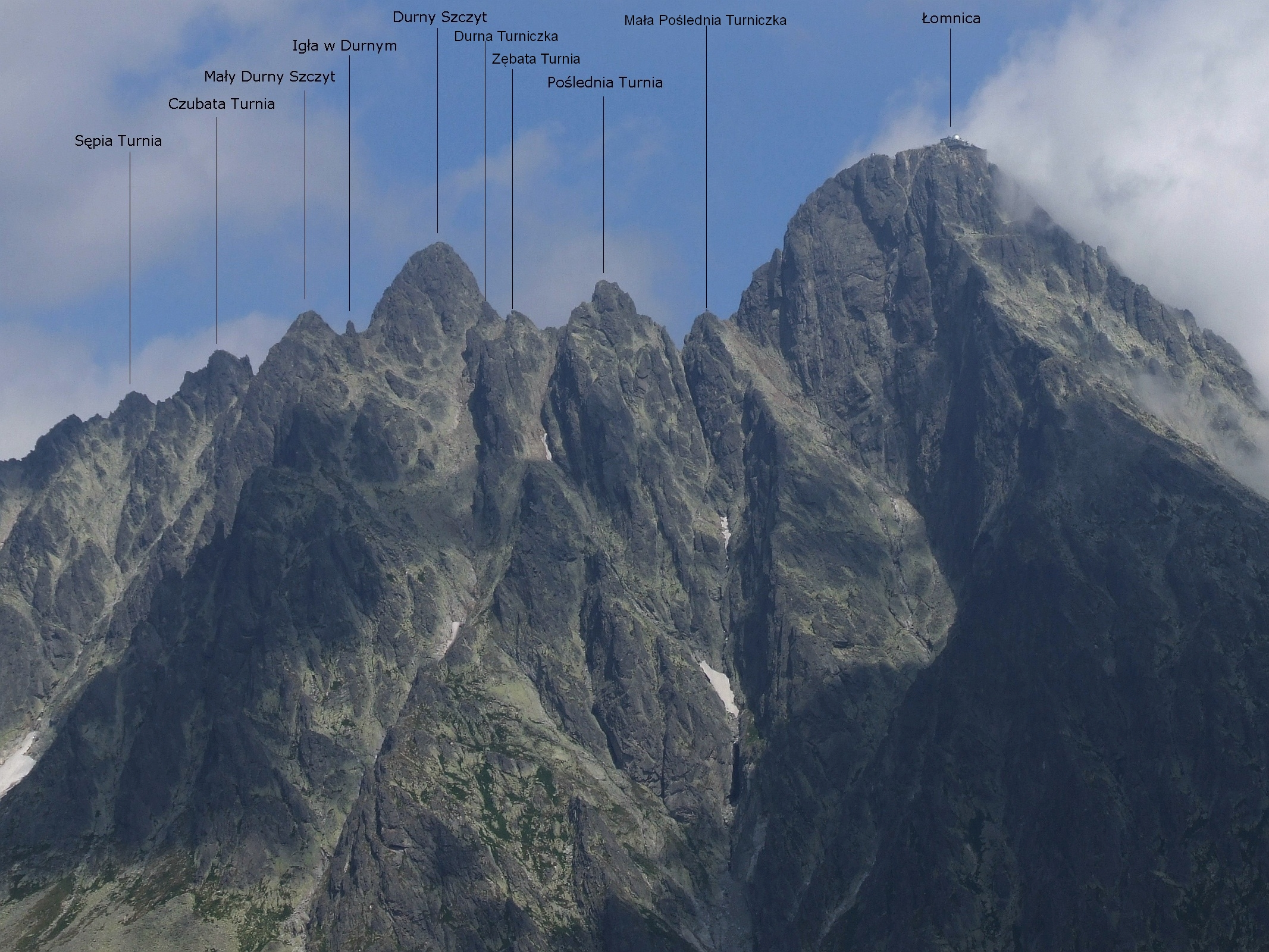
Poślednia Przełączka (poniżej Pośledniej Turni, na prawo od niej)

Poślednia Przełączka (słow. Posledná štrbina, niem. Chmielowskischarte, węg. Chmielowski-rés, 2499 m) – przełęcz w słowackich Tatrach Wysokich, w długiej południowo-wschodniej grani Wyżniego Baraniego Zwornika. Znajduje się pomiędzy Poślednią Turnią na północnym zachodzie a Małą Poślednią Turniczką na południowym wschodzie i jest drugą od południowego wschodu z pięciu przełączek pomiędzy Łomnicą a Durnym Szczytem. Wcześniejsze szacunki określały jej wysokość na około 2510 m.
Na Poślednią Przełączkę nie prowadzą żadne znakowane szlaki turystyczne, dostępna jest jedynie dla taterników. Prowadzi przez nią Droga Jordána, prowadząca z Doliny Pięciu Stawów Spiskich na wierzchołek Łomnicy. Jest to najdogodniejsza trasa na siodło. Przełęcz nie stanowi wygodnego połączenia między sąsiadującymi z nią dolinami, ale od strony Miedzianej Kotliny (górnego piętra Doliny Dzikiej) można nią podejść w kierunku podnóża zachodniej ściany Łomnicy. Do Miedzianej Kotliny opada z Pośledniej Przełączki stromy, wąski żleb, natomiast w drugą stronę, na południe do Doliny Małej Zimnej Wody, zbiega z niej wybitny Żleb Chmielowskiego, mający swój wylot w okolicy Wielkiego Łomnickiego Ogrodu. Z obu stron na siodło biegnie kilka taternickich dróg.

## Nazewnictwo
Polska nazwa Pośledniej Przełączki pochodzi od Pośledniej Turni, popod którą się znajduje. Nazwy niemiecka i węgierska zostały nadane na cześć polskiego taternika Janusza Chmielowskiego, który jako pierwszy wraz z przewodnikami zdobył Poślednią Przełączkę.

## Historia
Pierwsze wejścia:
- Janusz Chmielowski, przewodnicy Klemens Bachleda i Józef Tatar, 13 września 1898 r. – letnie,
- Gerhardt Haffner, Alfred Schmidt i przewodnik Matthias Nitsch, 7 stycznia 1935 r. – zimowe, przy przejściu granią[3].